# Alțâna
Alțâna là một xã thuộc hạt Sibiu, România. Dân số thời điểm năm 2002 là 1621 người.